# 鳴川町

## 地理
奈良市の中央部に位置する。北は高御門町、南は東木辻町・三棟町、東は元興寺町・西新屋町、西は南城戸町・西木辻町と接している。

## 歴史
小塔院の護命僧正が読経を邪魔する蛙の声をやめさせて、不鳴川と称し、誤って鳴川となった。

## 施設
- 徳融寺
- 奈良市音声館
- 聖光寺

## 学区
- 奈良市立済美小学校・奈良市立春日中学校の学区に属する[1]。

## 交通

### 鉄道路線
なし